# Савенков Іван Тимофійович
Іван Тимофійович Савенков (20 червня 1846, Маріуполь — 1 вересня 1914 році, Красноярськ) — російський педагог, археолог, шахіст, музейний робітник.

## Біографія
Народився 1846 року в Маріуполі в купецькій сім'ї. На початку 1850-х років сім'я переїхала до Іркутська. Після закінчення іркутської міської гімназії в 1865—1871 роках навчався на фізико-математичному факультеті Петербурзького університету.

### Педагогіка

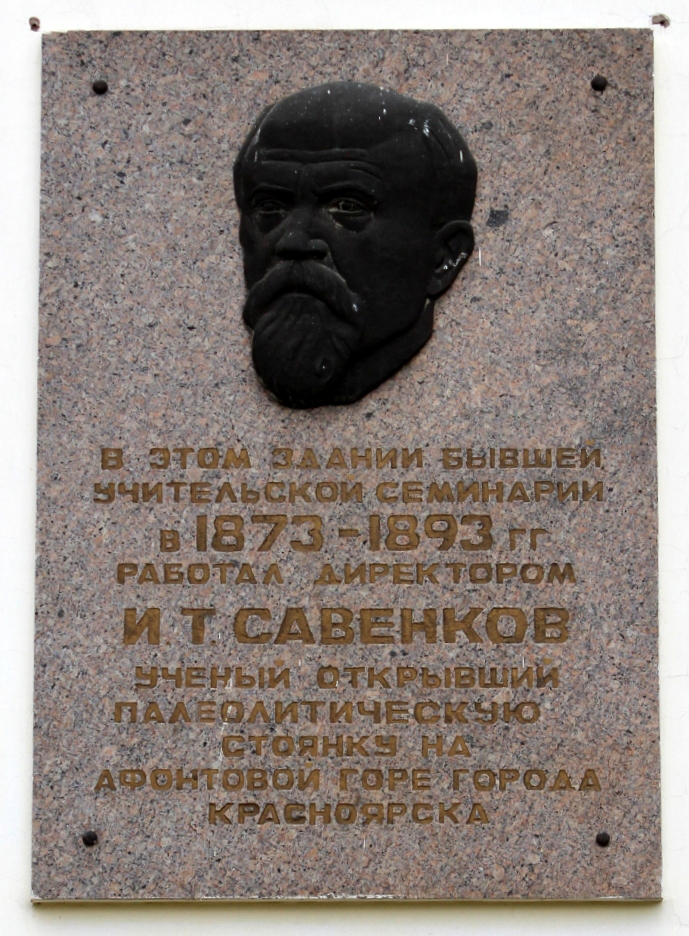
Меморіальна табличка на колишній будівлі семінарії у Красноярську

Повернувшись до Сибіру, Савенков починає працювати вчителем Красноярської гімназії. Викладає математику, фізику та природознавство. Після відкриття 1873 року учительської семінарії у Красноярську стає її директором і керує нею протягом 20 років. Проводив з учнями екскурсії на околицях Красноярська, в тому числі на Стовпи. Екскурсійний метод для Сибіру на той час був новаторським.

#### Педагогічні праці
Книги:
- «Досвід настанови випускним вихованцям учительських семінарій, початківцям учителям та вчителькам. Про найголовніші обов'язки народного вчителя». Вперше опублікована в газеті «Єнісейські єпархіальні відомості»(№ 6-7 за 1891 рік та № 4-6 за 1892 рік).
- «Збірник питань з навчально-виховної практики у початковому училищі» (1888). Створений наставниками та вчителями семінарії для вихованців вчительських семінарій, вчителів-початківців та вчительок народних шкіл. Збірник був першим у Росії виданням для вчителів початкової школи. За редакцією Савенкова опубліковано 1893 року як додаток до «Єнісейських єпархіальних відомостей».
- «Вчитель російської народної школи та її обов'язки. Дидактичний збірник/Упорядник: Ів. Савенков». Варшава: Друкарня Варшавського навчального округу, 1900. — 526 с.

### Театр
Савенков заснував у Красноярську Товариство драматичного мистецтва. Був актором та режисером Красноярського театру.
Відігравав роль городничого в «Ревізорі» М. В. Гоголя, Нещасливцева у «Лісі» А. М. Островського . Майстерно декламував, складав вірші, п'єси для дітей.
Іван Тимофійович 22 роки виступає на Красноярській сцені у відповідальних ролях і виконує з великим успіхом. Будучи знавцем сцени, він був чудовим режисером ", — писав «Єнісейський листок» 14 листопада 1893 року.

### Шахи
У 1868 році Савенков заснував шаховий гурток у Красноярську. Близько 4 років знадобилося йому, щоб створити своєрідну шахову «азбуку Морзе». За допомогою цифрового коду Савенкова відбувся телеграфний матч між командами Красноярська та Санкт-Петербурга з 11 листопада (за старим стилем) 1886 по травень 1888 року. Красноярці перемогли у цьому матчі з рахунком «1,5:0,5»
Савенков був знайомий з шахістом М. І. Чигоріним, полягав із ним у листуванні. У журналі «Шаховий огляд» (1893) були опубліковані прислів'я і приказки Савенкова, пов'язані з шахами.
В «Етнографічному огляді» (1905, № 1) опубліковано його великий нарис, де є відомості про шахову гру у сойотів та інших народностей Північної та Середньої Азії. Золотопромисловець А. П. Кузнєцов допоміг Савенкову отримати від етнографа Є. К. Яковлєва відомості про шахів у сойотів, а торговопромисловець Г. П. Саф'янов дістав неповний комплект фігур.
Деякі з партій Савенкова публікувалися в Нью-Йорку, в журналі «Інтернешнал чес мегезін», що видається Стейніцем.

### Спорт
Савенков був добрим спортсменом. Найкращий стрілець міста. Пловець, гімнаст. У Красноярську завдяки йому набули розвитку гімнастичні вправи та спортивні ігри.

### Археологія
Під час шкільних екскурсій Савенков захоплюється геологією та археологією, створює топографічний нарис околиць Красноярська, який потім стане відправною працею для всіх геологів Сибіру. У 1886 році видає роботу про геологічну будову околиць Красноярська.
У 1883 році при черговій екскурсії в глибокій промові недалеко від села Ладейки Савенков знайшов кам'яну зброю. В 1884 проводить археологічні дослідження в селах Ладейки, Няша, Базаїха, Собакине.
У серпні 1884 року Савенков розпочинає археологічні дослідження Афонтової гори, де вивчив близько півтори тисячі предметів палеоліту. Вперше в археології виявив лекало для закруглення скребків.
У 1884 вступає в члени Східно-Сибірського відділення Російського географічного товариства (РГО), і отримує від нього 100 рублів на дослідження стоянок на околицях Красноярська і наскельних малюнків по річках Мане і Колбе.
У листопаді 1884 року Савенков виїхав до Іркутська, де зробив у Розпорядчому комітеті Східно-Сибірського відділення РГО доповідь, присвячену археологічним дослідженням у районі Красноярська. Після доповіді суспільство вирішило подвоїти фінансування досліджень Савенкова. Головною проблемою була відсутність спеціалістів та книг з археології. Взимку 1884 року Савенков вивчає книги з археології, надіслані йому з Мінусинського краєзнавчого музею.
Після початку розкопок на Афонтовій горі Савенков припиняє свою діяльність у Народному театрі. Було відлучено від церкви за свої археологічні дослідження.
10 липня 1885 року в Красноярськ для досліджень Афонтової гори з Іркутська прибуває І. Д. Черський.
У 1885 році Савенков проводить 500-кілометрову археологічну експедицію по Єнісею і його притоками.
В серпні 1892 року виступив із доповіддю на Міжнародному антропологічному конгресі у Москві.
У 1893 році Савенкова переводять інспектором народних училищ до Варшави. У 1901 році йому вдається піти у відставку та переїхати до Москви. Він починає працювати уповноваженим з управління рудниками у золотопромисловця Івана Ігнатовича Некрасова(місто Канськ).
З 1907 до 1911 року Савенков управляє Мінусинським краєзнавчим музеєм, веде археологічні дослідження біля Хакасії, в Мінусинському повіті.
Весною 1912 року через хворобу дружини їде з Мінусинська до Красноярська. Видає книгу «Образотворче мистецтво на Єнісеї». За цю працю Савенков отримав диплом члена-кореспондента Академії наук.
Дружина Савенкова — Катерина Іванівна Батуріна — перша жінка в Красноярську, яка надійшла на державну службу.
У 1913 році помирає дружина, сам Савенков тяжко хворіє на тиф. Російський комітет Академії наук для вивчення Середньої та Східної Азії виділяє йому 800 рублів.
Влітку 1914 року у районі нафтових складів Нобеля починаються останні розкопки Савенкова на Афонтовій горі. У ніч із 31 серпня на 1 вересня І. Т. Савенков помер від серцевого нападу в лікарні Червоного Хреста, куди його привезли з розкопок. Похований на Троїцькому цвинтарі Красноярська.

## Різне

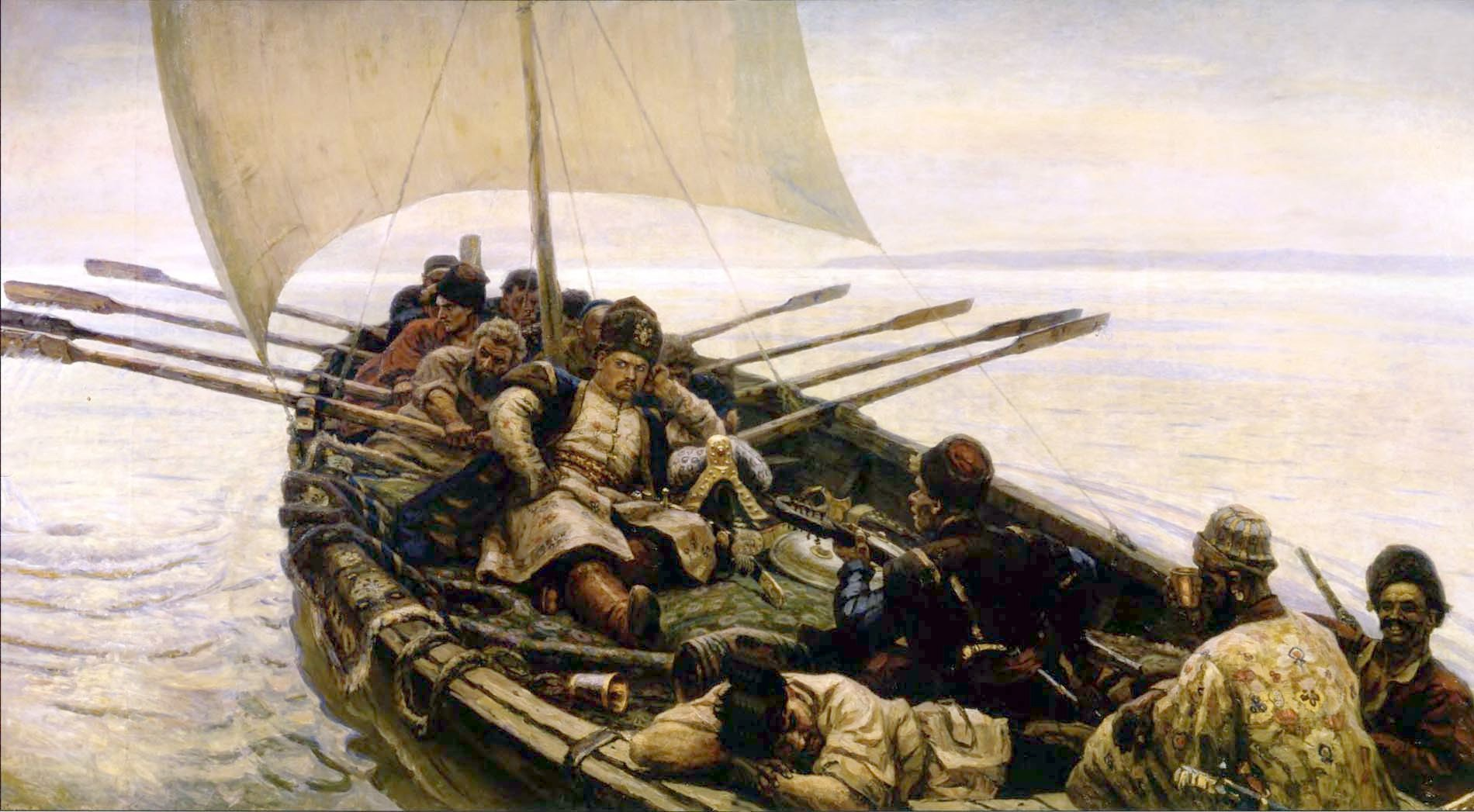
Василь Суріков. Степан Разін

А. Р. Шнейдер у своїх спогадах 1926 року повідомляв, що Василь Суріков зробив із Савенкова олівцевий малюнок для голови Степана Разіна. М. П. Макаров та Е. Ю. Невідомих у статті «Невтомний дослідник старовин» вважають ці відомості недостовірними. На їхню думку моделлю для Сурікова був син Івана Тимофійовича — Тимофій Іванович Савенков.
У 2012 році головна (відома на сьогодні, тобто видана) праця Савенкова «Про древнє образотворче мистецтво на Єнісеї» була перевидана (репринтом) видавництвом «Тренд» (Красноярськ) та презентована широкому загалу на КРЯКК-2012 (Красноярському ярмарку).